# Грозный (сериал)
«Грозный» — российский исторический телесериал Алексея Андрианова производства «Москино» с Александром Яценко, Сергеем Маковецким и Татьяной Лялиной в главных ролях. Премьерный показ проходил с 23 по 26 ноября 2020 года на телеканале «Россия-1».

## Сюжет
Главный герой сериала — первый русский царь Иван Грозный. Действие первых сцен происходит в 1571 году: крымские татары только что сожгли Москву, и царь накануне решающей схватки вспоминает свою жизнь начиная с 1547 года. Важное место в сюжете занимают первый брак Ивана с Анастасией Романовной Захарьиной-Юрьевой, боярские интриги и заговоры. Финальный эпизод посвящён разгрому татар при Молодях в 1572 году.
Автор сценария Тимур Эзугбая рассказал, что для него сериал — «в первую очередь история потерянной любви и история погружения во мрак человека, который всю жизнь отчаянно тянулся к свету… Любовь Ивана и Анастасии — та, которой бог одаривает далеко не каждого». В официальном анонсе о «Грозном» говорилось как о «попытке разобраться в истоках поступков и разгадать тайну личности» первого русского царя.

## В ролях
| Актёр                | Роль                                               |
| -------------------- | -------------------------------------------------- |
| Александр Яценко     | Иван Грозный в молодости                           |
| Сергей Маковецкий    | Иван Грозный в старости                            |
| Татьяна Лялина       | первая жена Ивана Грозного Анастасия Романовна     |
| Таисия Подгорная     | Анастасия Романовна в детстве                      |
| Артур Иванов         | стрелец Лука Бондарев/опричник Богдан Кузнецов     |
| Константин Крюков    | князь Андрей Курбский                              |
| Игорь Миркурбанов    | опричный воевода Афанасий Вяземский                |
| Владимир Стеклов     | думный дьяк Андрей Щелкалов                        |
| Виктор Сухоруков     | глава опричнины Малюта Скуратов                    |
| Виктор Добронравов   | опричный воевода Фёдор Басманов                    |
| Людмила Полякова     | бабушка Ивана Грозного Анна Глинская               |
| Артём Ткаченко       | князь Владимир Старицкий                           |
| Ульяна Куликова      | дочка Старицкого                                   |
| Леонид Кулагин       | митрополит Макарий                                 |
| Софья Лебедева       | Млада служанка Анастасии                           |
| Евгений Цыганов      | великий князь Иван III, дедушка Ивана Грозного     |
| Юрий Колокольников   | Джером Горсей                                      |
| Мария Шумакова       | Дарья жена Луки                                    |
| Ксения Новикова      | служанка Челяднина                                 |
| Сергей Комаров       | боярин Дмитрий Бельский                            |
| Никита Панфилов      | боярин Иван Петрович Фёдоров-Челяднин              |
| Антон Феоктистов     | окольничий Алексей Фёдорович Адашев                |
| Мария Палей          | княгиня Евдокия жена Старицкого                    |
| Виталий Хаев         | опричный воевода Алексей Басманов                  |
| Манас Джанышев       | воевода крымского хана Дивей-Мурза                 |
| Азамат Нигманов      | посол крымского хана                               |
| Владимир Калисанов   | князь Александр Горбатый                           |
| Игорь Воробьёв       | князь Семён Ростовский                             |
| Игорь Лысов          | князь Дмитрий Шевырёв                              |
| Владимир Топцов      | князь Иван Мстиславский                            |
| Милена Радулович     | вторая жена Ивана Грозного царица Мария Темрюковна |
| Антон Батырев        | боярин и брат Анастасии Данила Захарьин            |
| Иван Агапов          | боярин Дмитрий Оболенский                          |
| Сергей Сосновский    | боярин Михаил Репнин                               |
| Владимир Симонов     | ближайший советник Грозного Протопоп Сильвестр     |
| Александр Дьяченко   | воевода Жуков-Самолва                              |
| Юрий Батурин         | воевода Михаил Воротынский                         |
| Константин Милованов | воевода Дмитрий Хворостинин                        |
| Фёдор Малышев        | Иван Фёдоров мастер-книгопечатник                  |
| Константин Адаев     | слуга Старицкого                                   |
| Елена Бушуева        | кухарка                                            |
| Стася Венкова        | Ксения                                             |
| Уршула Малка         | Магдалена                                          |
| Татьяна Орлова       | Ульяна                                             |
| Людмила Чиркова      | Ефросинья Старицкая                                |
| Александр Рапопорт   | Ричард Ченслор                                     |
| Григорий Саркисов    | князь Темрюк                                       |
| Евгений Данчевский   | игумен Кирилло-Белозерского монастыря              |
| Кирилл Полухин       | опричник                                           |
| Никита Прозоровский  | Иван Висковатый                                    |
| Витас Эйзенах        | Ян Замойский                                       |
| Семён Трескунов      | Иван Грозный в юности                              |

## Производство и релиз
«Грозного» создал тот же коллектив, который прежде снял для телеканала «Россия-1» сериалы «София» и «Годунов»: режиссёр Алексей Андрианов, продюсеры Екатерина Жукова, Антон Златопольский и Мария Ушакова, художник-постановщик Евгений Качанов, художник по гриму Анастасия Эсадзе, художник по костюмам Наталья Салтыкова. При этом сюжетно «Годунов» продолжает «Грозного», хотя вышел раньше. Все три сериала объединяют в цикл «История любви. История России». Царя Ивана IV сыграли два разных актёра — Александр Яценко (в молодости) и Сергей Маковецкий (в зрелости), причём второй играл ту же роль в «Годунове». Кроме него, в сериале снялись Татьяна Лялина, Артур Иванов, Константин Крюков, Игорь Миркурбанов, Владимир Стеклов, Виктор Сухоруков (в роли Малюты Скуратова, как и в «Годунове») и другие актёры. Яценко и Лялина до этого играли влюблённых в сериале «Ненастье».
Съёмки проходили с февраля по август 2020 года. Основная часть материала была снята на студии «Главкино», в декорациях, воссоздающих Московский Кремль, Покровский собор, Бахчисарайский дворец, псковские приказные палаты, военный лагерь, рынок. Отдельные сцены снимались в Вязьме, Коломенском, Александрове, Звенигороде. Музыку для сериала написали Эдуард Артемьев и Артём Васильев, причём в саундтреке использовались в том числе музыкальные сочинения Ивана Грозного.
Премьерный показ сериала прошёл на «России-1» 23—26 ноября 2020 года.

## Список серий
1. Царь всея Руси
2. Наследник
3. Ливонская война
4. Ближние люди
5. Вдовья доля
6. Грешник и праведник
7. Каин и Авель
8. Битва при Молодях[7]

## Восприятие
Отзывы рядовых зрителей были разноречивыми (это показывает, в частности, подборка мнений, составленная для «Аргументов и фактов»). Рецензенты-профессионалы отмечали высокое качество декораций и костюмов, во многом «унаследованных» «Грозным» от более ранних исторических проектов «России-1», хвалили операторскую работу, но при этом заявляли о наличии у сериала целого ряда проблем, связанных с кастингом, сюжетом и соответствием историческим реалиям.
В частности, критике подвергся выбор актёров на роль Ивана Грозного: 43-летний Александр Яценко играет 16-летнего царя, а 62-летний Сергей Маковецкий — 41-летнего, показанного глубоким стариком. Прозвучало мнение, что эти актёры слишком отличаются друг от друга по уровню игры. Историк-реконструктор Клим Жуков назвал значимым мискастом выбор на роль царицы Анастасии актрисы Татьяны Лялиной, внешне не соответствующей своему персонажу.
Фильм упрекают за слабость сюжета. Сценаристы взяли за основу давно отвергнутую историками концепцию, согласно которой Иван Грозный был прогрессивным деятелем во времена Избранной рады, но после смерти любимой жены внезапно ожесточился, начал репрессии против бояр и привёл страну к поражению и кризису. Они уделяют первоочередное внимание событиям во дворце, из-за чего смотринам Анастасии Романовны посвящено в несколько раз больше времени, чем взятию Казани, а взятие Астрахани и Ливонская война не показаны вообще; битва при Молодях показана в финале, но выглядит она скорее как мелкая стычка с несколькими десятками статистов. В результате, по мнению отдельных критиков, эпоха с её колоритом в сериале фактически отсутствует, образ главного героя остался без смыслового наполнения, без специальных познаний зрителю неясно, что движет персонажами. К этому добавляются множество анахронизмов и медленное развитие сюжета.
«Как только до сих пор не именовали русскую истории в зависимости от политических взглядов — великой, ужасной, победоносной, людоедской, — констатирует в связи с выходом сериала Андрей Сидорчик из „Аргументов и фактов“. — Но, кажется, никому еще не приходило называть историю России скучной. Теперь повод есть».